# راهولا
كان راهولا (Rāhula باللغتين البالية والسنسكريتية) الابن الوحيد لسيدهارثا غوتاما (المعروف باسم بوذا)، ولد عام 563 أو عام 480 قبل الميلاد، وتوفي عام 483 أو 400 قبل الميلاد)، وزوجته كانت الأميرة يوسودارا. ذكر راهولا في العديد من النصوص الدينية البوذية المبكرة منها واللاحقة. تشير الروايات التي تتناول حياة راهولا وجود تأثير متبادل بين حياة غوتاما بوذا وحياة أفراد عائلته. وفقًا لشريعة بالي، وُلد راهولا في يوم التخل العظيم، ولذلك سمي راهولا بمعنى قيد على طريق التنوير. أما وفقًا لمدرسة مولاسارفاستيفادا وللعديد من المصادر البوذية اللاحقة، فقد حملت والدة راهولا به في يوم التخل العظيم، وولدته بعد ست سنوات، عندما وصل سيدهارثا للتنوير وأصبح بوذا. فُسرت فترة الحمل الطويلة بالكارما السيئة من الحياة السابقة لكل من ياسودهارا زوجة بوذا، وراهولا نفسه مع وجود العديد من التفسيرات الطبيعية أيضًا. بسبب الولادة المتأخرة عدة سنوات، احتاجت والدة راهولا، ياسودهارا، لبراهين تؤكد من خلالها أن راهولا هو الابن الفعلي لسيدهارثا (بوذا)، وهو ما تمكنت فيما بعد من إثباته من خلال ممارسة تثبيت الحقيقة. وفقًا للمؤرخ الألماني هانز شومان، حملت زوجة سيدهارثا بابنها راهولا، وبعدها انتظر سيدهارثا ولادت طفله حتى يتمكن من مغادرة القصر بإذن من الملك والملكة، لكنّ المستشرق نويل بيري اعتبر أنه من المرجح أن يكون راهولا قد ولد بعد مغادرة سدهارثا لقصره.
بعد 12 عامًا من ولادة راهولا، عاد بوذا إلى مسقط رأسه، حيث طلب ياودهارا راهولا من بوذا تقلّد عرش عشيرة آكيا. استجاب بوذا على الطلب بمنح راهولا منصب أول راهب بوذي شاب. أعطى بوذا الشاب المبتدئ دروسًا حول مفاهيم الحقيقة والتأمل الذاتي وإدراك اللاذات. وصل راهولا في نهاية الأمر إلى مرحلة الاستنارة. تشير الروايات المبكرة إلى أن وفاة راهولا سبقت وقاة بوذا، إلا أن النصوص التراثية اللاحقة تؤكد أن راهولا كان أحد التلاميذ الذين عاشوا بعد بوذا، وعمل على حراسة تعاليم بوذا لحين ظهور بوذا المستقبلي، مايتريا. يُعرف راهولا في النصوص البوذية بشغفه بالتعلم، وقد كُرم من قبل الراهبين والراهبات المبتدئين عبر التاريخ البوذي. تسببت الروايات المرتبطة بقصة حياة راهولا بخلق وجهة نظر في البوذية ترى في الأطفال عوائقًا أمام الحياة الروحية من جهة وأشخاصًا بإماكانهم الوصول إلى التنوير من جهة أخرى.

## روايات
لا تذكر بعض النصوص المبكرة، كالنصوص الأولى في شريعة بالي، راهولا على الإطلاق، إلا أنه ذُكر في النصوص اللاحقة في نفس الشريعة، كنصوص أبادانا وأتاكاثا، وكذلك في النصوص المتعلقة بمنهج الالتزام النسكي في تقاليد مولاسارفاستيفادا وماهاسانغيكا. لم تتعمق النصوص المبكرة في وصف راهولا، لكنها تظهره شخصية مثالية غير عميقة. بسبب شح التفاصيل، خاصة بعد ترسيم راهولا كاهنًا، تحدث بعض المتخصصين عن انعدام أهمية راهولا في البوذية. تكشف الروايات التي تتطرق إلى راهوالا أن قرار سيدهارثا المرتبط بمغادرة القصر ليصبح راهبًا، لم يكن مسألة شخصية، بل كانت مسألة ذات أهمية كبيرة أثرت على أفراد أسرته في كل خطوة من خطوات السعي الروحي، فقد استجابت عائلته له، حتى أنهم أثرو عليه في طريقه للوصول إلى التنوير. وبذلك، فإن حياة سيدهارثا قبل التنوير كانت تسير على مسريين روحيين متوازيين، حياة بوذا، وحياة عائلته.

### الولادة

#### شريعة بالي
ولد راهولا في نفس اليوم الذي تخلى فيه سيدهارثا غوتاما عن حياة القصر ليعيش حياة الزهد، وذلك مع بلوغه التاسع والعشرين من عمره في يوم اكتمال الشهر القمري الثامن في التقويم الهندي القمري القديم. في ذلك اليوم، كان سيدهارثا يعد نفسه لمغادرة القصر. تتحدث روايات شريعة بالي أن سيدهارثا عندما تلقى نبأ ولادة ابنه رد بعبارة «rāhulajāto bandhanaṃ jātaṃ» بمعنى «ولد راهو، وبرز القيد» إذ اعتبره عائقًا أمام محاولات وصوله للتنوير. أطلق سدهودانا، والد سيدهارثا وملك عشيرة ساكيا، على الطفل اسم راهولا لأنه لم يرغب بممارسة ابنه سيدهارثا لحياة الزهد بصفته متسولًا. في بعض الروايات، كان سيدهارثا هو من أطلق اسم راهولا على ابنه لأنه رآه عائقًا في طريقه الروحي للوصول إلى التنوير. عشية مغادرة الأمير سيدهارثا للقصر في سعيه للتنوير، ألقى نظرة واحدة على زوجته يودهارا وطلفه المولود حديثًا. خوفًا من تراجعه عن قراره ومن تلاشي اندفاعه، قاوم سيدهارثا رغبته في احتضان رضيعه، وغادر القصر وفقًا للخطة، وأصبح بذلك راهولا الابن الأول الوحيد للأمير سيدهارثا (بوذا).

#### شرائع أخرى
تتحدث الشرائع الأخرى في البوذية عن ولادة راهو بطريقة مختلفة، تتحدث الروايات في نصوص أبادانا بالي، كما رواية أخرى موجودة في نصوص نظام الالتزام الرهباني في شريعة مولاسارفاستيفادا، عن تسبب واقعة الكسوف، الذي كان يعتقد أن الأسورا (الكائن الشيطاني) راهو، هو من يتسبب به، بولادة الابن راهو. تشبّه هذه الرواية إعاقة ولادة راهو للأمير سيدهارثا في طريقه للتنوير بإعاقة الشيطان، راهو، لوصول نور القمر إلى الأرض من خلال الكسوف. وعلى عكس رواية شريعة بالي، تشير رواية شريعة مدرسة مولاسارفاستيفادا إلى أن والدة راهولا قد حملت به في ليلة تخلي الأمير سيدهارثا عن حياة القصر، وولدته بعد ست سنوات من ذلك، في اليوم الذي تمكن فيه والده من الوصول إلى التنوير، والذي تصادف فيه أيضًا حدوث كسوف للقمر. بشكل عام، تحظى الرواية المرتبطة بحادثة الكسوف بمصداقية أكبر، خصوصًا مع ملاحظة أن أبناء حملة لقب بوذا السابقين قد أعطوا أسماء مشابهة مرتبطة بالفلك والأبراج.
تقترح رواية شريعة مولاسارفاستيفادا والنصوص الصينية اللاحقة، كأبهينشكراما سوترا، تفسيرين اثنين لمدة الحمل الطويلة، يتعلق التفسير الأول بكارما الأميرة يودهارا وكارما راهولا نفسه. وفقًا لهذا التفسير، اضطرت يودهارا إلى تحمل معاناة حملها بطفلها لمدة ست سنوات لأنها رفضت، في حياتها السابقة التي عملت فيها راعية للماشية، مساعدة والدتها برفع دلو من الحليب وتركت والدتها لتحمله وحدها لمسافة ست فراسخ. أما بالنسبة لراهولا، فقد قيل أنه أجبر حكيمًا على الانتظار لمدة ست أيام عن غير قصد، وذلك في حياته السابقة التي عاشها كملك،. في تلك الحياة، كان راهولا ملكًا يدعى سوريا وأخوه، الذي كان يمثل أحد الحيوات السابقة لبوذا، فقد كان ريشي يدعى كاندرا أو ليكيتا قطع عهدًا على نفسه بأنه سيقضي حياته مستعينًا فقط بما يعطيه إياه الناس. في أحد الأيام، أخلف الأخ تعهده من خلال شربه لبعض الماء فشعر بالذنب وطلب من الملك عقابه بما يراه مناسبًا. رفض الملك إصدار عقوبة بحق أخيه لصغر الذنب المرتكب، إلا أنه تأخر في إصداره لهذا القرار لستة أيام قضاها فيه أخوه مقيدًا في الحديقة الملكية، بعد الانتظار لستة أيام، أدرك الملك المدة الطويلة التي مرت على أخيه الناسك، وأطلق سراحه على الفور، وقدم له اعتذاره وحاول التكفير عن ذنبه بتقديمه مجموعة من الهدايا. في بعض النسخ، لم يسمح الملك للحكيم بدخول مملكته، وتراكمت بذلك الكارما السيئة على الملك وعادت في حياته اللاحقة لتتمثل بمدة الحمل الطويلة. لا تلقي رواية مذهب ماهايانا البوذي اللوم على كارما يودهارا في حملها لستة سنوات، لكنها في نفس الوقت تتحدث عن كارما الملك. بالمقابل، ترى النصوص التعبدية الصينية للقرن الثالث عشر، نصوص راون كوشيكي (مهابراجنا باراميتا أوباديشا) (بالصينية: 大智度論، وبنظام بينيين للكتابة: Dazhidulun)، في ولادة راهولا المتأخرة معجزة من نوع ما، ولا تربطها بأي نوع من الكارما.